# 大南拓磨
大南拓磨（1997年12月13日—），日本足球運動員，日本國家足球隊成員，司職後衛，現效力日職球隊川崎前鋒。

## 俱樂部生涯
鹿儿岛实业的三年生大南拓磨将在下赛季加盟磐田喜悦。
大南到初中为止一直踢的是前锋，后来改踢中后卫。
本赛季升级成功的柏雷素尔签下了磐田喜悦后卫大南拓磨。

## 國家隊生涯
大南拓磨跟随日本国青队参加了2018年亚运会，他跟随球队进入了决赛。

## 外部連結
- Profile at Júbilo Iwata （页面存档备份，存于）
- 日本職業足球聯賽中的大南拓磨 （日語）